# Runsvik
Runsvik is een plaats in de gemeente Sundsvall in het landschap Medelpad en de provincie Västernorrlands län in Zweden. De plaats heeft 113 inwoners (2005) en een oppervlakte van 19 hectare. De plaats ligt vlakbij, maar niet aan de rivier de Ljungan.